# Apolania
Apolania is een monotypisch geslacht van spinnen uit de  familie van de Ctenidae (kamspinnen).

## Soorten
- Apolania segmentata Simon, 1898